# Gazomètre (Metro de Charleroi)
La estación de Gazomètre es una estación de la red de Metro de Charleroi, operada por la línea .

## Presentación
La estación da servicio a un centro comercial y a una zona residencial. La decoración es parecida a la estación Samaritaine, aunque predomina el color amarillo. En la superficie, hay dos paradas de autobús, una en chaussée Impériale y otra en sentier des Récollets, ambas a escasos metros de la entrada a la estación de metro.

## Accesos
- Chaussée Impériale

## Conexiones
| Línea | Procedencia      | Parada                       | Destino          |
| ----- | ---------------- | ---------------------------- | ---------------- |
| 12    | GILLY Cimetière  | GILLY Chaussée de Montignies | LOVERVAL IMTR    |
| 14    | CHARLEROI Sud    | GILLY Gazomètre              | GILLY Gazomètre  |
| 28    | CHÂTELINEAU SNCB | GILLY Gazomètre              | JUMET Madeleine  |
| 155   | GILLY Gazomètre  | GILLY Gazomètre              | CHÂTELINEAU SNCB |
| 156   | CHÂTELINEAU SNCB | GILLY Chaussée de Montignies | GILLY Gazomètre  |